# Saison 2018 de l'équipe cycliste Vital Concept
La saison 2018 de l'équipe cycliste Vital Concept est la première de cette équipe.

## Préparation de la saison 2018

### Sponsors et financement de l'équipe
L'équipe porte le nom de son sponsor principal, Vital Concept. Cette entreprise a été sponsor de l'équipe professionnelle Fortuneo-Vital Concept en 2016 et 2017, et est sponsor du Vélo Club Pays de Loudéac. Le budget de l'équipe pour cette saison « [avoisine] les six millions d'euros ».
Le Vélo Club Pays de Loudéac, réserve de Fortuneo-Vital Concept les deux saisons précédentes, est désormais associé à l'équipe Vital Concept. Ainsi selon le manager Jérôme Pineau, Vital Concept est « équipe fanion du VCP Loudéac », « le club de Loudéac [...] sera notre club référent, où passeront d'abord tous les jeunes coureurs qui nous rejoindront. [...] Nous allons détecter des jeunes bons sur tous les terrains, sans nous limiter à la Bretagne. Notre leader dans quelques années sera passé par Loudéac ». Un directeur sportif, Yvonnick Bolgiani,, et deux coureurs, Erwann Corbel, Adrien Garel et Justin Mottier, sont issus de cette équipe en 2018.
L'entreprise espagnole Orbea fournit les cycles de l'équipe. Elle s'est engagée pour les saisons 2018 et 2019. Les coureurs roulent sur les modèles Orca Aero (sprint), Orca (montagne) et Ordu (contre-la-montre).
Le maillot de l'équipe est fourni par la société Noret. Les couleurs de ce maillot, bleu canard (« glaz »), noir et blanc, rappellent l'identité bretonne de l'équipe, selon la communication de cette dernière,.

### Arrivées et départs
Cette saison étant la première de l'équipe Vital Concept, les coureurs sont, en conséquence, tous nouveaux.

### Objectifs
Le leader de l'équipe est Bryan Coquard. Le manager Jérôme Pineau espère obtenir une invitation pour le Tour de France. À cette fin, l'équipe doit s'illustrer dès le début de saison.

## Coureurs et encadrement technique

### Effectif
L'équipe compte vingt coureurs dans son effectif pour la saison 2018.
| Cycliste            | Date de naissance | Nationalité | Équipe 2017                  |  |
| ------------------- | ----------------- | ----------- | ---------------------------- |  |
| Yoann Bagot         | 6 septembre 1987  | France      | Cofidis                      |  |
| Kris Boeckmans      | 13 février 1987   | Belgique    | Lotto-Soudal                 |  |
| Bryan Coquard       | 25 avril 1992     | France      | Direct Énergie               |  |
| Erwann Corbel       | 20 avril 1991     | France      | Fortuneo-Oscaro              |  |
| Arnaud Courteille   | 13 mars 1989      | France      | FDJ                          |  |
| Bert De Backer      | 2 avril 1984      | Belgique    | Sunweb                       |  |
| Corentin Ermenault  | 27 janvier 1996   | France      | Wiggins                      |  |
| Marc Fournier       | 12 novembre 1994  | France      | FDJ                          |  |
| Adrien Garel        | 12 mars 1996      | France      | VC Pays de Loudéac           |  |
| Steven Lammertink   | 4 décembre 1993   | Pays-Bas    | Lotto NL-Jumbo               |  |
| Johan Le Bon        | 3 octobre 1990    | France      | FDJ                          |  |
| Jérémy Lecroq       | 7 avril 1995      | France      | Roubaix Lille Métropole      |  |
| Lorrenzo Manzin     | 26 juillet 1994   | France      | FDJ                          |  |
| Julien Morice       | 20 juillet 1991   | France      | Direct Énergie               |  |
| Justin Mottier      | 14 septembre 1993 | France      | VC Pays de Loudéac           |  |
| Patrick Müller      | 18 avril 1996     | Suisse      | BMC Development              |  |
| Quentin Pacher      | 6 janvier 1992    | France      | Delko-Marseille Provence-KTM |  |
| Kévin Reza          | 18 mai 1988       | France      | FDJ                          |  |
| Tanguy Turgis       | 16 mai 1998       | France      | BMC Development              |  |
| Jonas Van Genechten | 16 septembre 1986 | Belgique    | Cofidis                      |  |
| Stagiaire           | Date de naissance | Nationalité | Équipe 2018                  |  |
| Maxime Chevalier    | 16 mai 1999       | France      | VC Pays de Loudéac           |  |
| Gaëtan Lemoine      | 18 mars 1995      | France      | VC Pays de Loudéac           |  |

### Encadrement
Jérôme Pineau est le manager sportif de cette équipe. Les directeurs sportifs sont Yvonnick Bolgiani, directeur sportif du VC Pays de Loudéac, Didier Rous, Gilles Pauchard et Jimmy Engoulvent.

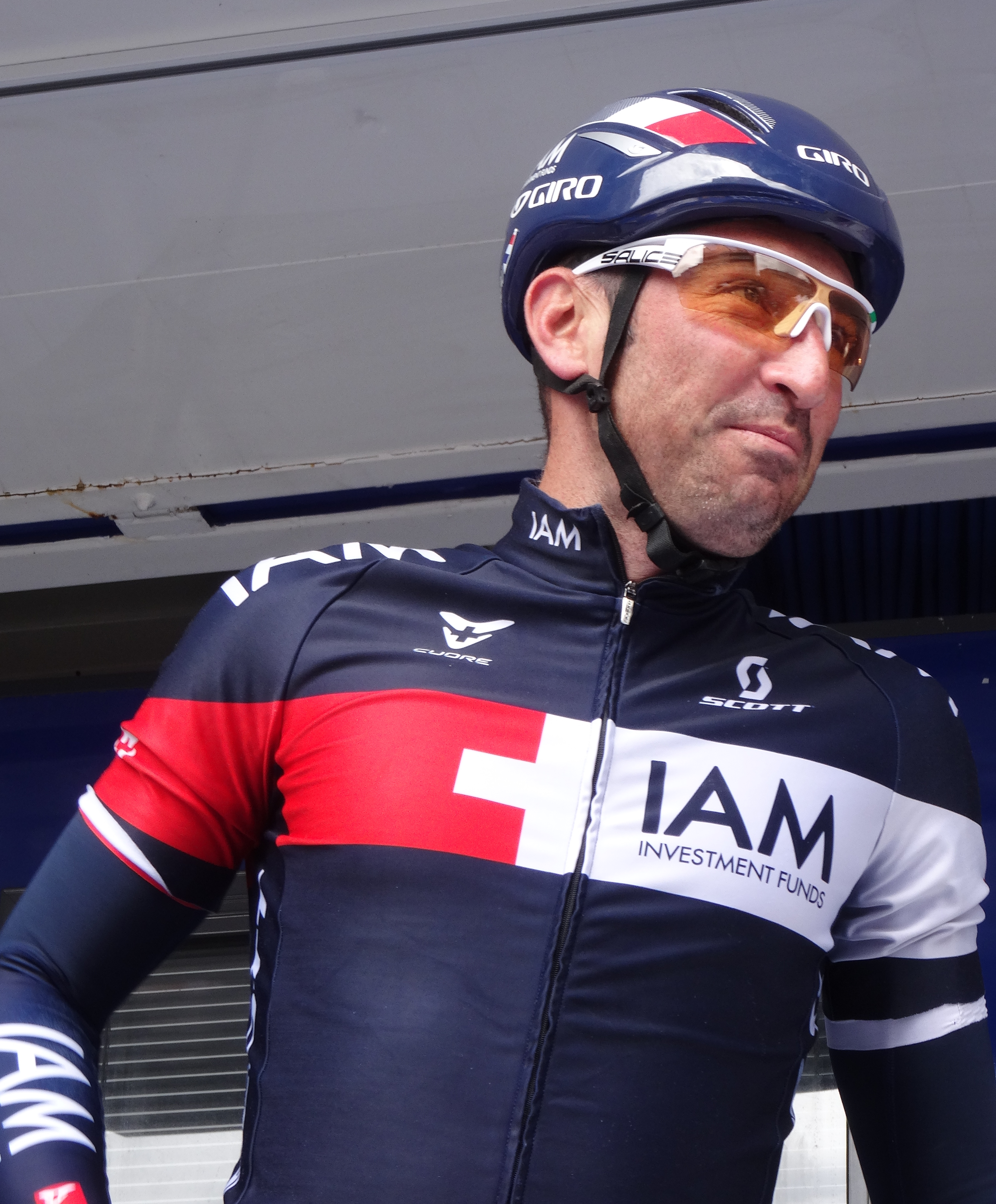
Jérôme Pineau, en 2014.
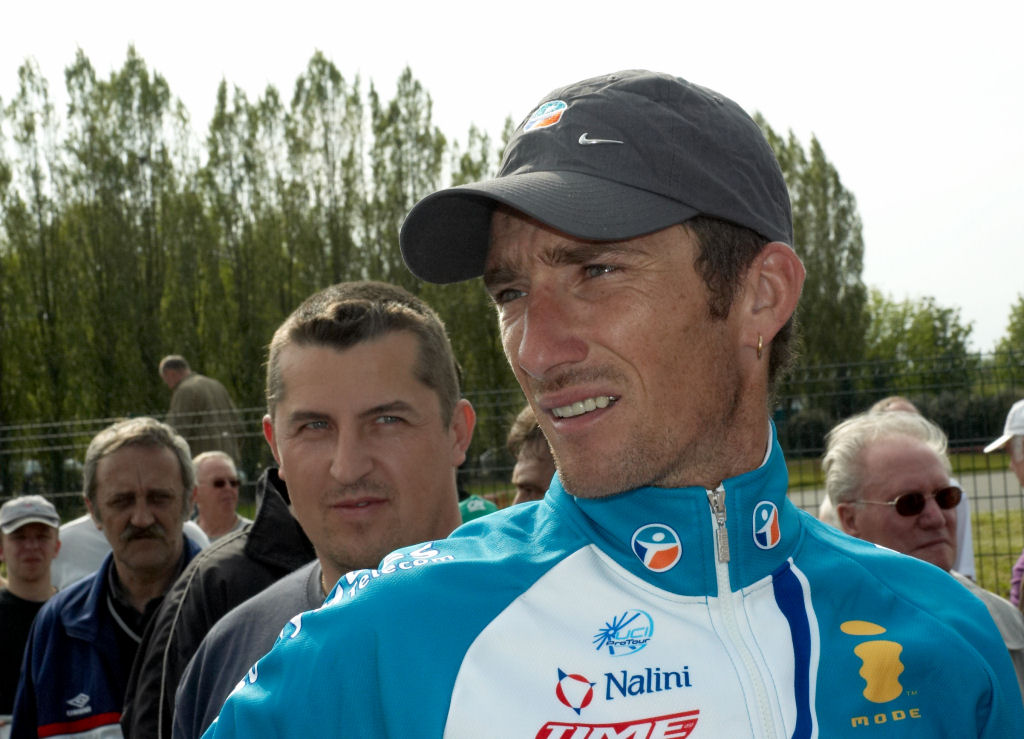
Didier Rous, en 2006.
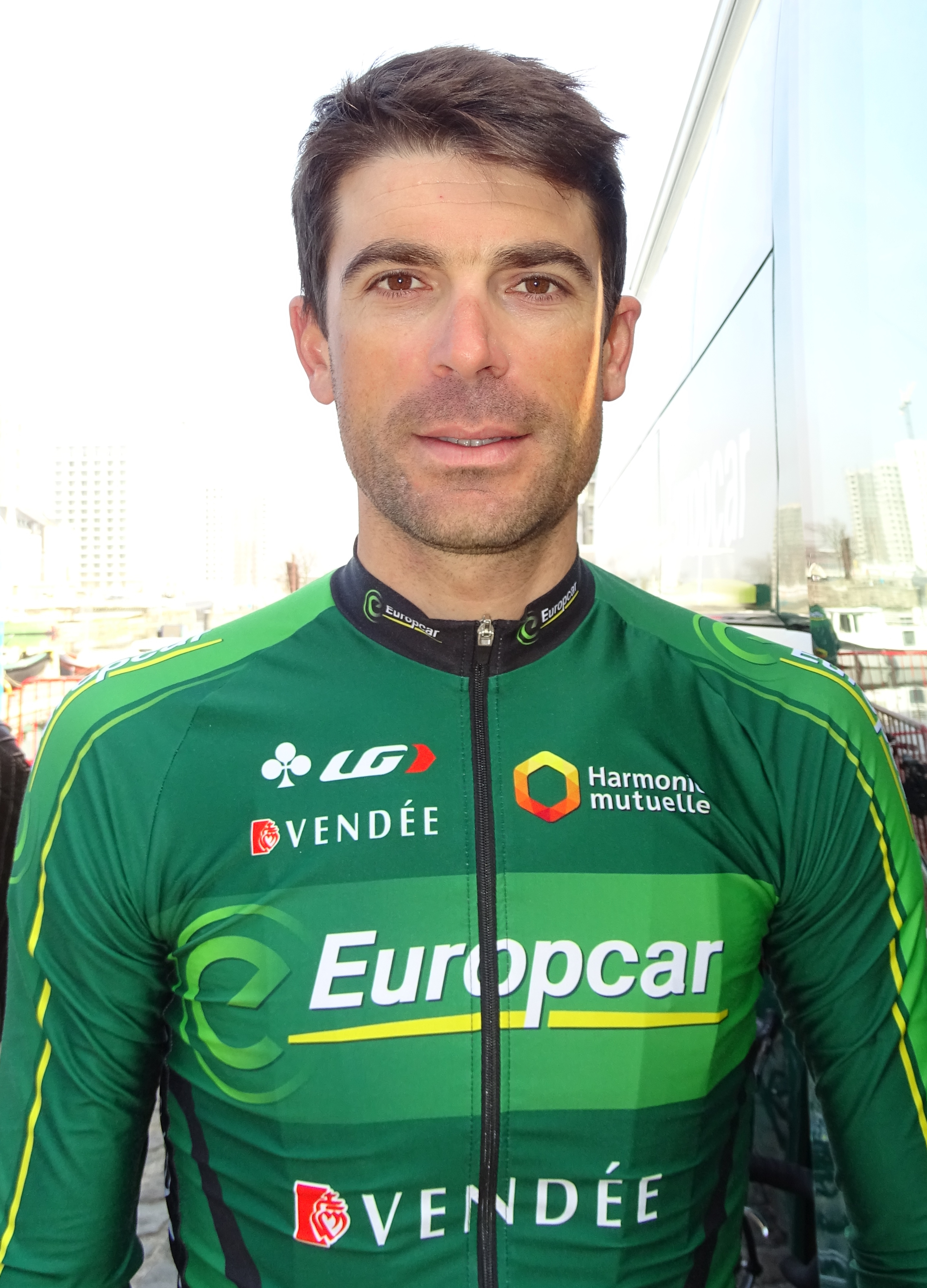
Jimmy Engoulvent, en 2015.

## Bilan de la saison

### Victoires

#### Sur route
| Date     | Course                                      | Pays                | Classe | Vainqueur           |
| -------- | ------------------------------------------- | ------------------- | ------ | ------------------- |
| 24 janv. | 1re étape du Sharjah Tour                   | Émirats arabes unis | 2.1    | Julien Morice       |
| 13 fév.  | 1re étape du Tour d'Oman                    | Oman                | 2.HC   | Bryan Coquard       |
| 4 mars   | Grand Prix de Lillers-Souvenir Bruno Comini | France              | 1.2    | Jérémy Lecroq       |
| 11 mai   | 4e étape des Quatre Jours de Dunkerque      | France              | 2.HC   | Bryan Coquard       |
| 27 mai   | 5e étape du Tour de Belgique                | Belgique            | 2.HC   | Bryan Coquard       |
| 24 juin  | 5e étape du Tour de Savoie Mont-Blanc       | France              | 2.2    | Quentin Pacher      |
| 18 août  | 4e étape du Tour du Limousin                | France              | 2.1    | Lorrenzo Manzin     |
| 19 sept. | Circuit du Houtland                         | Belgique            | 1.1    | Jonas Van Genechten |

#### Sur piste
| Date         | Course                                           | Pays   | Classe | Vainqueur                                                         |
| ------------ | ------------------------------------------------ | ------ | ------ | ----------------------------------------------------------------- |
| 15 août      | Championnat de France de poursuite par équipes   | France | CN     | Corentin Ermenault - Marc Fournier - Adrien Garel - Jérémy Lecroq |
| 17 août      | Championnat de France de course à l'américaine   | France | CN     | Corentin Ermenault - Adrien Garel                                 |
| 17 août      | Championnat de France de poursuite               | France | CN     | Corentin Ermenault                                                |
| 28 septembre | Coupe de France Fenioux Piste #2 - omnium élite  | France | C2     | Bryan Coquard                                                     |
| 28 septembre | Coupe de France Fenioux Piste #2 - scratch élite | France | C2     | Bryan Coquard                                                     |

### Résultats sur les courses majeures
Les tableaux suivants représentent les résultats de l'équipe dans les principales courses du calendrier international dans lesquelles l'équipe bénéficie d'une invitation (les cinq classiques majeures et les trois grands tours). Pour chaque épreuve est indiqué le meilleur coureur de l'équipe, son classement ainsi que les accessits glanés par Vital Concept sur les courses de trois semaines.

#### Classiques
| Classique            | Milan-San Remo | Tour des Flandres    | Paris-Roubaix        | Liège-Bastogne-Liège | Tour de Lombardie |
| -------------------- | -------------- | -------------------- | -------------------- | -------------------- | ----------------- |
| Coureur (classement) | Non invitée    | Patrick Müller (71e) | Bert De Backer (21e) | Non invitée          | Non invitée       |

#### Grands tours
| Grand tour           | Tour d'Italie | Tour de France | Tour d'Espagne |
| -------------------- | ------------- | -------------- | -------------- |
| Coureur (classement) | Non invitée   | Non invitée    | Non invitée    |
| Accessits            |               |                |                |